# Château-ferme de Fernelmont
Le château de Fernelmont est un manoir seigneurial situé en Wallonie à Noville-les-Bois en province de Namur (Belgique). Datant principalement des XVIe siècle pour le bâtiment résidentiel et XVIIe siècle pour d'autres éléments - avec un donjon du XIIIe siècle - le château est classé au Patrimoine exceptionnel de Wallonie. Il se présente comme un quadrilatère entouré d’étangs. 

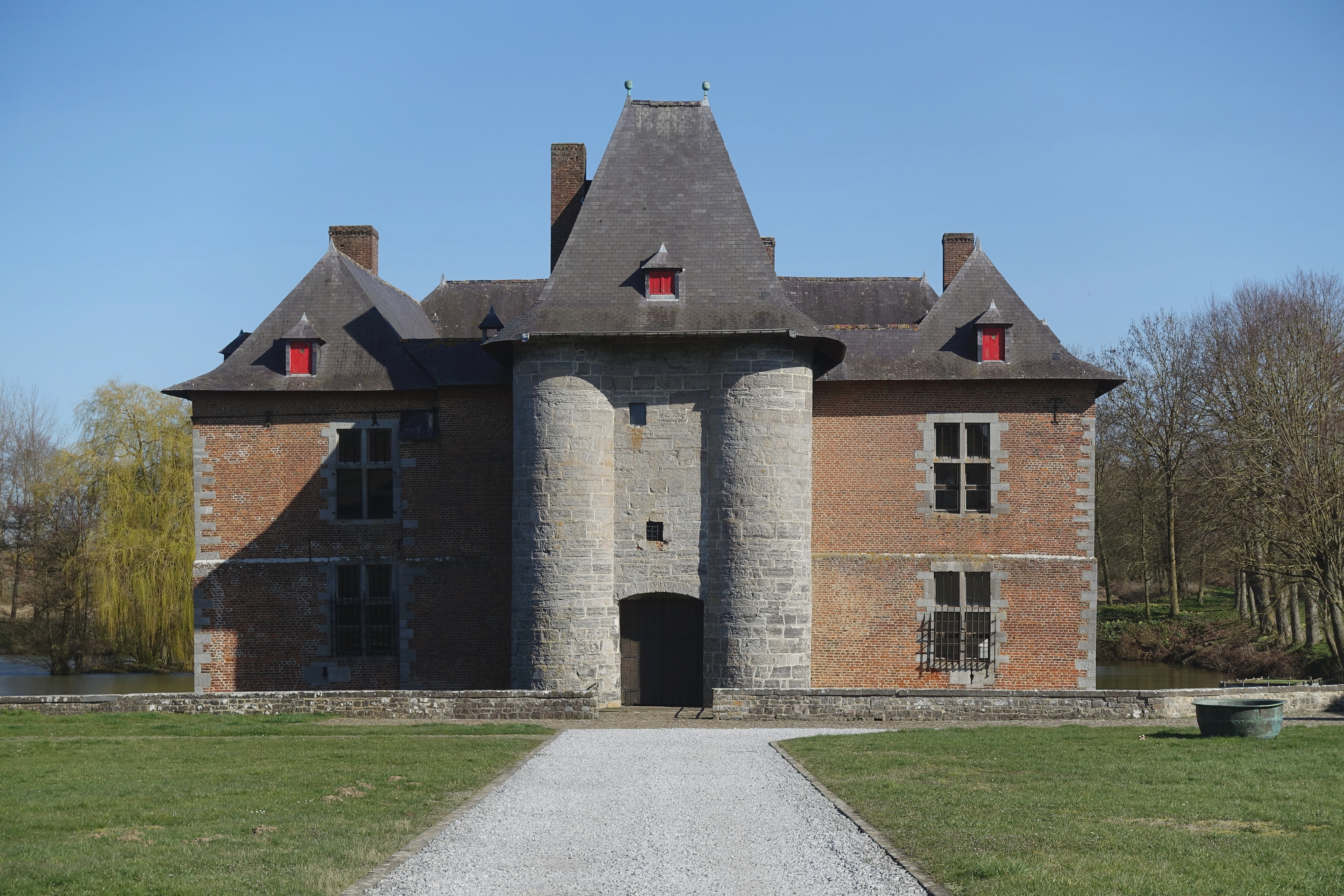
Le donjon-porche (XIIIe siècle).

## Histoire
La première mention de Fernelmont remonte en 1269 lorsque le cadet des Noville reçut cette terre en friche pour y créer son domaine,. Il bâtit un donjon et une ferme construite en bois qui a disparu lorsque les Marbais édifièrent le château actuel. Au début du XVe siècle, le domaine passe à la famille Longchamps. Par mariage, la famille Marbais entre en possession du château au milieu du XVIe siècle. 
En 1618, cette famille vend le château aux Barwitz. Cette dernière poursuit les aménagements qui confèrent au château son aspect actuel. C’est aussi à cette époque que les nouveaux bâtiments agricoles sont construits. Le XVIe siècle représente, pour le château de Fernelmont, une phase de rajeunissement sous l’initiative des Marbais devenus propriétaires du château, et de leurs successeurs. Il devient avant tout un lieu de résidence qui établit une séparation nette entre les parties habitables et les zones réservées à l’exploitation agricole. Comme le souligne Serge Chasseur, ce château « n’est pas un château fort »  et le donjon « n’a pas de vocation militaire dans le cadre de la défense du comté de Namur ». Sa fonction principale est donc résidentielle. 
En 1709, le domaine est racheté par les Harscamp et ceux-ci y apportent différents aménagements pour faire du château une résidence plus confortable. Dès lors, des travaux sont entrepris sous Francois-Pontian d’Harscamp dont il reste actuellement l’escalier en chêne dans l’aile sud daté de 1766 et le pavement étoilé de la cour intérieure de 1767. Au XIXe siècle, le château est abandonné à la mort en 1805 de sa veuve Marie-Isabelle, comtesse d'Harscamp, dernière occupante du château. Ce dernier est vidé de l’essentiel de son mobilier. 
Au cours du XXe siècle, la dégradation progressive du château nécessite une phase de restauration importante. Durant la Seconde Guerre mondiale, les soldats allemands utilisèrent les boiseries pour se chauffer. En 1986 commencent d'importants travaux de restauration et de réaffectation dirigés par le Syndicat d'initiative de Fernelmont avec le soutien de la Fondation roi Baudouin complété par des récoltes de fonds générées par diverses manifestations publiques. Depuis 2007, le propriétaire fait revivre le château en proposant chaque année une exposition internationale d'art contemporain pendant 10 jours au mois de juin.

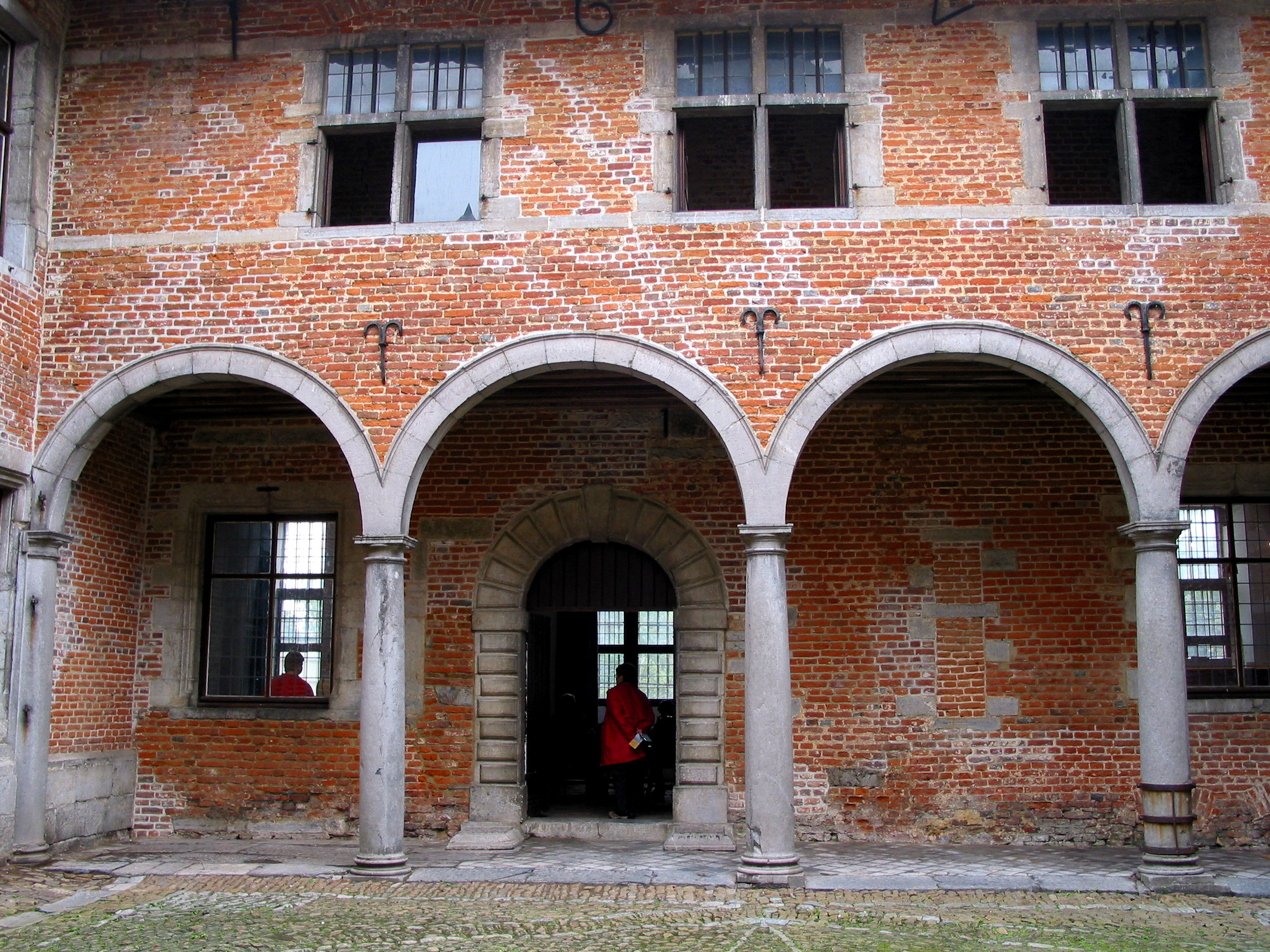
La cour intérieure du château (1621).

## Description
Le domaine, au XVIe siècle, comprenait une exploitation agricole regroupant quelques bâtiments en bois. Cette ferme ou basse-cour était construite sur une petite île située au milieu de l’étang actuel. Aujourd’hui, il n’en reste plus aucune trace. Le château, quant à lui, se compose d’un bâtiment de plan carré formé de quatre ailes entourant une cour intérieure. L’aile ouest se compose d’un châtelet, massif et trapu, comprenant deux étages d’habitation. Ce dernier est flanqué de deux tourelles semi-circulaires pleines qui ne comportent aucune ouverture. Deux courtes ailes, servant de passage, relient le châtelet au reste du bâtiment. L’aile nord, « réservée aux services »,, compte deux pièces en enfilade au rez-de-chaussée : une cuisine et une petite salle. Au rez-de-chaussée, l’aile abrite une petite chapelle, une grande salle « jadis un salon » ainsi qu’une petite pièce. L’aile sud « destinée à des fonctions plus nobles » se compose, quant à elle, d’un hall et deux autres petites salles en enfilade. L’escalier mène au premier étage de la galerie et de l’aile sud composée d’une seule grande salle, ainsi qu’au comble. L’aile est apporte une particularité à l’édifice. En effet, une galerie toscane est ajoutée en 1621 à l’endroit où se trouvait « une ancienne tourelle d’escalier ». Elle se caractérise par quatre arcades en plein cintre appuyées sur des colonnes toscanes aux fûts monolithiques. L’intérieur du château, rénové au cours des siècles par les familles qui l’occupèrent, ne comprend actuellement plus beaucoup d’éléments reflétant son état primitif.
L’ensemble est en brique excepté l’encadrement des baies, les chaines d’angle en besace, les soubassements, les colonnes et les arcades de la galerie toscane.
Le château actuel reflète globalement bien l’état du château aux XVIe et XVIIe siècles quant à sa volumétrie et à son élévation extérieure. Toutefois, l’intérieur sans cesse rénové et remanié nous apparait bien différent de ce qu’il était. À l’heure actuelle, le château continue à être réaménagé selon les goûts et les envies du propriétaire.

## Style
Les auteurs s’accordent à qualifier le château de Fernelmont comme étant un « bâtiment de style traditionnel en brique et en pierre bleue sur soubassement biseauté en moellons »,. De Waele et Ubregts, dans leur article intitulé « Fernelmont. Le château de Fernelmont à Noville-les-bois », précisent le style traditionnel comme étant « assez précoce »,. D’autres auteurs ajoutent au style traditionnel « des réminiscences gothiques »,. Le château  est également décrit comme « une construction traditionnelle avec un élément renaissant : des arcades en plein cintre sur colonne toscane ». Dans son article, Farcy mentionne deux styles : « renaissance mosane » et « style traditionnel en brique et en pierre bleue ».